# Girolamo Buratti

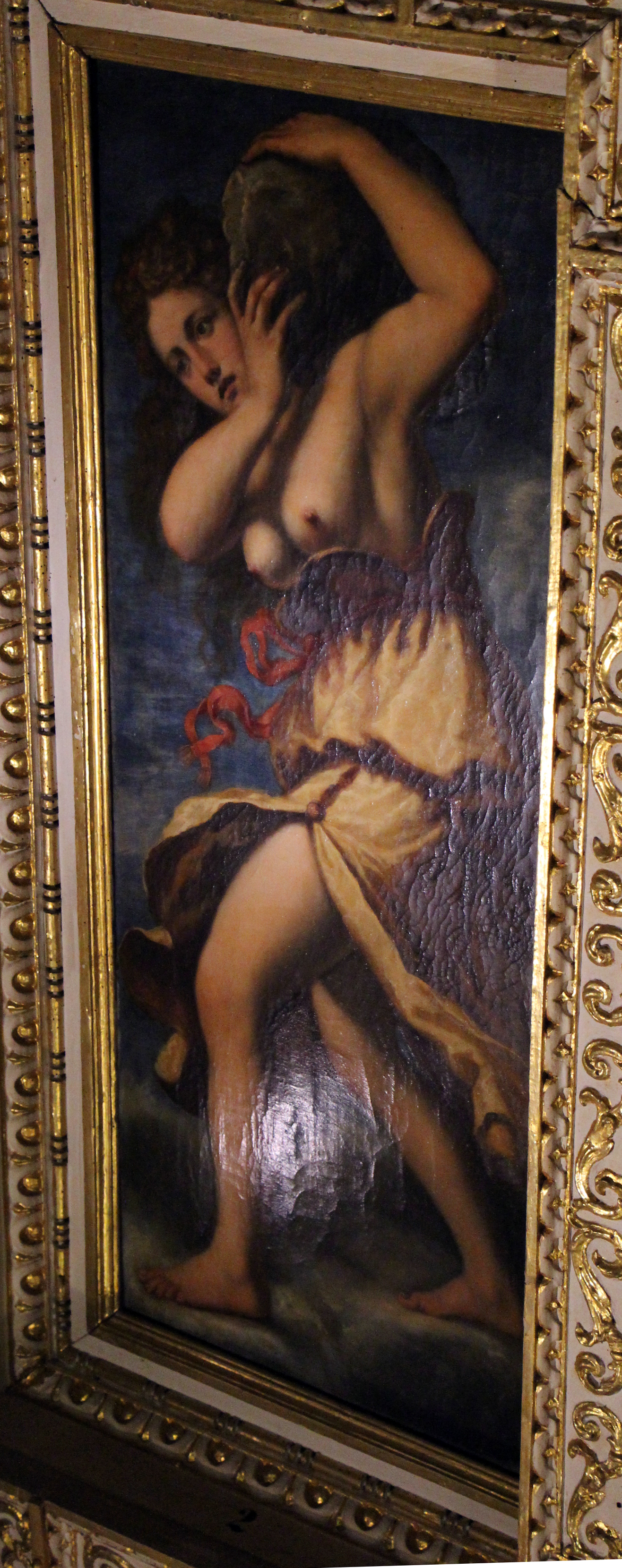
Girolamo Buratti, La Tolleranza, 1615-1617

Girolamo Buratti (Montecassiano, 1580 – Ascoli Piceno, 1655) è stato un pittore italiano.

## Biografia
Girolamo Buratti, pittore manierista di scuola toscana, tendeva ad una armonia compositiva, secondo i dettami dalla tradizione classica. Fu discepolo del pittore, architetto, scenografo e scultore toscano Cigoli (Lodovico Cardi), come Giovanni Bilivert e Cristofano Allori. 
Cigoli, negli anni della sua maturità artistica, divideva il suo tempo fra Roma e Firenze, conteso dal papa e dal granduca de' Medici che gli offrivano importanti commesse. Fu accolto nell'Accademia della Crusca e fu amico di Galileo Galilei e del poeta Michelangelo Buonarroti il Giovane. I migliori tra i numerosi allievi di Cigoli beneficiarono delle conoscenze e delle amicizie del loro Maestro.
Ad Ascoli Piceno, Buratti vi dipinse la pala della Natività, posta sull'altare maggiore, e le due pale laterali collocate entro cornici in stucco della Chiesa di Santa Maria della Carità (detta anche chiesa della Scopa). Nella stessa chiesa ha inoltre affrescato la parete della controfacciata e le pareti alte della navata con Storie dell'Esodo, improntate ad una monumentalità delle figure unite ad una certa vivacità cromatica.
La sua pala d'altare, Martirio di San Giorgio, è nella chiesa di Santa Caterina, a Fabriano.
Tra le tele sul soffitto della Galleria di Casa Buonarroti, dipinte su commissione di Michelangelo Buonarroti il Giovane e che rappresentano le virtù, la Tolleranza è stata realizzata da Girolamo Buratti: è una figura femminile giunonica e seminuda che porta sulle spalle un macigno, senza mostrare apparenti segni di sofferenza e di fatica (1615-1617).
Segnalata la presenza di Girolamo Buratti a Roma nel 1613, a Firenze dal 1616 al 1618, in Austria dal 1620 al 1632 e ad Ascoli Piceno dal 1638 al 1654.